# Caenorhabditis briggsae
Caenorhabditis briggsae är en rundmaskart. Caenorhabditis briggsae ingår i släktet Caenorhabditis och familjen Rhabditidae. Inga underarter finns listade i Catalogue of Life.